# Antonio Smith (cestista)
Antonio Smith (Flint, 19 aprile 1976) è un cestista statunitense.
È fratello di Robaire e Fernando Smith, due ex giocatori di football americano a livello NFL.

## Carriera
La sua carriera universitaria si è svolta interamente a Michigan State, nell'università dello stato in cui è nato e cresciuto. Qui ha composto i Flintstones insieme ad altri tre nativi di Flint, tutti futuri giocatori NBA: Morris Peterson, Mateen Cleaves e Charlie Bell. Smith terminerà il suo percorso universitario nel 1999, mentre il gruppo dei restanti tre, più giovani, finiranno per diventare campioni nazionali NCAA l'anno successivo.
Dopo aver partecipato a una summer league NBA con i Toronto Raptors, gioca una stagione in CBA con i Grand Rapids Hoops, poi firma nel massimo campionato venezuelano con i Bravos de Portuguesa, passando successivamente in USBL ai Dodge City Legend. Dal 2000 al 2002 torna ai Grand Rapids Hoops, quindi un anno ai Great Lakes Storm ancora in CBA.
Nel 2003-04 approda nella Legadue italiana al Fabriano Basket, dove si laurea miglior rimbalzista del campionato avendone catturati 12,6 di media, oltre a 13,1 punti e il 58,9% al tiro da due. Dopo una parte di stagione in doppia doppia a Novara (dove è stato tagliato a febbraio) e una parentesi nelle Filippine ai Purefoods Tender Juicy Hotdogs, Smith si confermerà primatista nei rimbalzi anche nel 2005-2006 a Montecatini, con una media di 14,4 a partita condita da 12,8 punti.
Nel 2006, complici alcuni problemi fisici, ha intrapreso la decisione di ritirarsi dal basket giocato per dedicarsi all'attività di assistente allenatore in alcune scuole di Flint, tra cui il Mott Community College, la Flint Northwestern High School e la Academy West.
Nel frattempo, a distanza di cinque anni dall'ultima partita ufficiale giocata, il trentacinquenne Smith nel 2011 è tornato in campo grazie alla chiamata da parte dei Fort Wayne Mad Ants, militanti nella NBA Development League.